# Graan
Graan var en svensk adelsätt från Västerbotten och Lappland av samiskt ursprung.
Stamfader för ätten är kyrkoherden Gerhardus Jonae i Skellefteå församling som var född av samiska föräldrar men som hade uppfostrats av en kyrkoherde i Piteå tillsammans med dennes söner. Enligt obekräftade uppgifter ska Gerhardus Jonae ha varit född som Gert Jonsson vid Gertsjaur i Sorsele. Det finns inga uppgifter i litteraturen om vem den kyrkoherde var som uppfostrade Gerhardus Jonae, men den som innehade tjänsten som kyrkoherde i Piteå 1566–1600 var Andreas Nicolai. Denne ska ha varit son till en birkarl från Öjebyn, bedrev själv lappmarkshandel och var mycket väl bekant med det samiska området. Om det var Andreas Nicolai som uppfostrade Gerhardus Jonae växte denne i så fall upp med Andreas Nicolais son Nicolaus Andreae Rhen, som efterträdde sin far som kyrkoherde i Piteå och som utarbetade de första tryckta böckerna på samiska, en sångbok och en ABC-bok. Även om detta är osäkert så vet man att Gerhardus Jonae med tiden blev kyrkoherde i Skellefteå och att han där fick sonen Johan.
Den vedertagna uppfattningen numera är att Gerhardus Jonaes hustru var Brita Andersdotter Grubb från den så kallade Bureätten, svägerska med ärkebiskop Nicolaus Olai Bothniensis. Denna mor anges i Svenskt biografiskt lexikon. I Gabriel Anreps ättartavlor uppges istället att modern var en annan medlem av Bureätten, nämligen en Brita Andersdotter som var dotter till kyrkoherden Andreas Olai och Anna Andersdotter Bure. Makarnas barn skulle i så fall ha varit kusiner med Johannes Bureus, som dock inte uppger detta.
Gerhardus Jonae blev far till bland andra landshövding Johan Graan. Denne var gift med Elisabet Bure, dotter till Jonas Bure och Anna Bagge af Boo, samt med Kristina Jacobina Robertson von Struan, dotter till en arkiater. Här skiljer sig uppgifterna åt beträffande ordningen på äktenskapen. Anrep uppger att Bure var den första hustrun, medan Svenskt biografiskt lexikon hävdar att den senare var först. Via giftet med Elisabet Bure, blev Johan Graan ägare till den av henne, från Väsbyätten via Tomtasläkten ärvda gården Stora Wäsby.
Johan Graan adlades 1645 och släkten introducerades år 1647 på nummer 336. Han skrev sig till Ånestad och Stora Wäsby. I äktenskapet med Elisabeth Bure fick han flera barn. Äldste sonen Jacob var kunglig livdrabant men avled barnlös, 19 år gammal. Dottern Brita gifte sig med en major Anrep och blev stammoder till den friherrliga ätten Appelman. Dottern Anna var enligt Anrep först gift med Georg Stiernhielms son och sedan med Johan Stiernhööks son. De yngre döttrarna var gifta med en Klingspor och en Silfverlood. Den yngre sonen levde utan tjänst på faderns gård och slöt ätten på svärdssidan 1683.

## Andra släkter med namnet Graan
Släktnamnet Graan har även burits av flera andra, ofrälse, släkter, bland annat ättlingar till riksdagsmannen och kyrkoherden i Över- och Yttergraan, Stephanus Stephani som levde i början av 1600-talet, och den samiske kyrkoherden i Lycksele Olaus Stephani Graan (död 1690).